# Bastet
Bastet (oorspronkelijk: Bast, ook Pakhet, Ubasti en Bubastet) was in de Egyptische mythologie een vruchtbaarheidsgodin, voorgesteld als een kat. In haar oudste vorm kon ze ook zijn weergegeven met een leeuwinnenhoofd en een ankh. Het is de godin van vreugde, dans, muziek, feest, leven en warmte.

Zij komt voor sinds de 2e dynastie en werd toen als beschermster van de farao beschouwd. Meestal heeft ze een sistrum vast. Ze kan ook afgebeeld worden als een moeder die haar jongen zoogt.

## Mythologie
Bastet had de macht om een zonsverduistering op te roepen, en was ook een vruchtbaarheidsgodin. Zij vertegenwoordigde de goedaardige kant van de godin Hathor. Als haar tegenpool werd de straffende godin Sekhmet genoemd. Deze drie samen vormden een godentriade. Bastet was de dochter van Osiris en Isis, de gezellin van Ptah en de moeder van Miysis en Nefertem.
Zo was Bastet ook de beschermster van de huisvrouw en werd op zeker ogenblik met parfum geassocieerd. Bij haar feesten werd enorm veel wijn gedronken en zouden er zo'n 700.000 bezoekers zijn geweest. Dit had te maken met de regeneratie van de farao die na een aantal jaren zijn vruchtbaarheid moest bewijzen of herstellen tijdens een enorm festival aan de Nijl-delta. Priesteressen voltrokken daarbij talloze vruchtbaarheidsrituelen waarbij mannen behulpzaam waren.
Tijdens de Ptolemaeïsche periode in Egypte werd Bastet gelijkgesteld aan Artemis, en verschoof haar domein van zons- naar maansverduisteringen. De maan wordt meestal met het vrouwelijke geassocieerd vanwege haar (menstruatie)cyclus. Het was de vrouw die de tijdmeting (mensura) en de kalender (maand) opstelde. Daarbij werden de drie zichtbare fasen van de maan als referentiepunten gebruikt. Ter associatie kwam ook vaak het geloof in godinnen met drie verschijningsvormen tot stand. Men noemt dit een trias of triade, een drie-eenheid. Bastet - Hathor - Sechmet was zo'n triade. Omgekeerd kan het voorkomen van een godinnentrias ook een aanwijzing zijn voor een oudere religie met een (moeder)godin als hoogste godheid.

## Verering
Haar cultus was vooral rond de stad Boebastis gecentraliseerd, waar zij aldus Herodotos de mooiste tempel van het hele land had en met het grootst aantal aanhangers. Ze had haar feesten waarin uitbundig feest werd gevierd. Mogelijk is dat er ook vruchtbaarheidsculten op het feest werden uitgevoerd.
Vanwege het feit dat ook Moet werd afgebeeld als een godin met leeuwinnenhoofd (dit was de manier waarop het 'Oog van Ra' normaal werd voorgesteld), raakten deze twee godinnen geassocieerd als Moet-Bastet.

## Afbeelding
De godin wordt afgebeeld met een kattenkop, zij komt al voor sinds de 2e dynastie en werd toen als beschermster van de farao beschouwd. In haar bekendste (latere) vorm zien we haar als een kat of een vrouw met een kattenhoofd. Meestal heeft deze een sistrum of muziekinstrument vast. Ze kan ook uitgebeeld worden als een moeder die haar kittens zoogt.

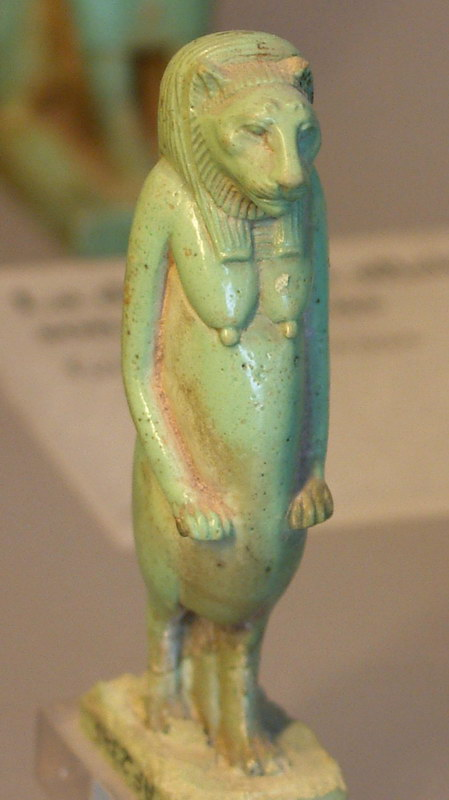
Bast als moedergodin
Bast met leeuwinnenkop
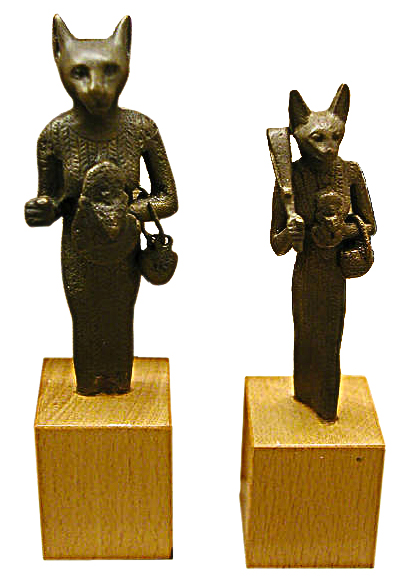
Twee figuren van Bastet
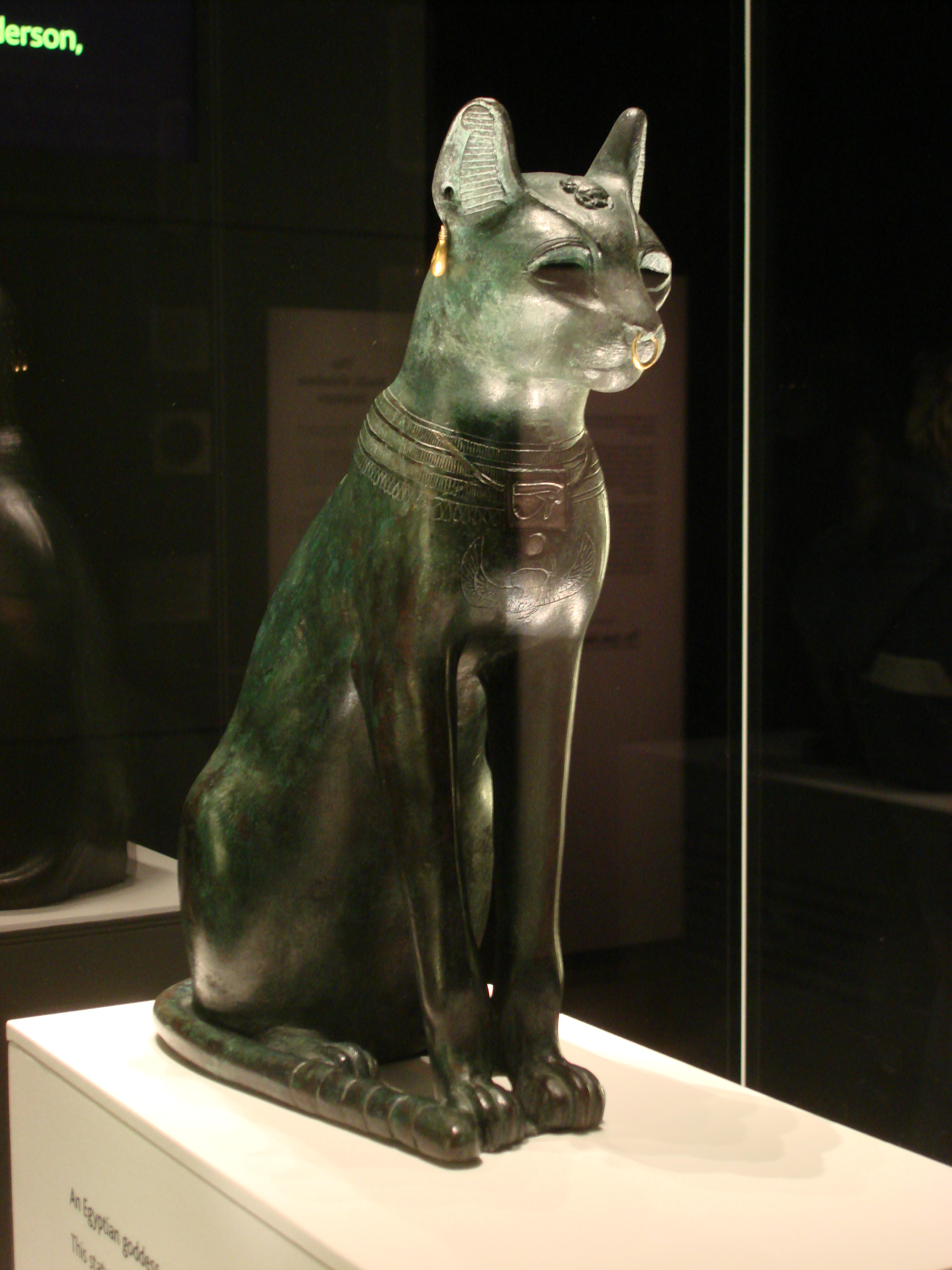
Bronzen beeld van Bastet
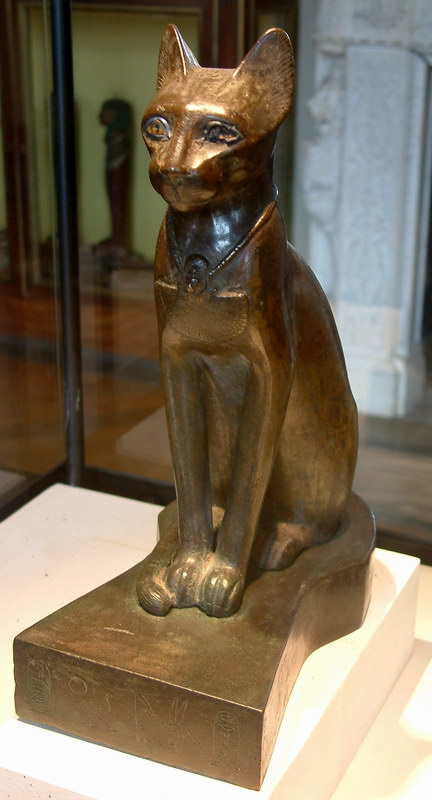
Bronzen beeld van Bastet